# Doktrína
A doktrína (latinul: doctrina) hitek, tanítások, útmutatások, értékek vagy álláspontok kodifikációja. Mint egy adott tudományterület tudásának vagy vallási rendszer gondolatvilágának esszenciája. Ennek az etimológiai görög megfelelője a katekizmus.
A doktrínák gyakran vallási előírásokat, javaslatokat tartalmaznak, melyeket az egyház promulgál. Ezen kívül a doktrínát a szokásjogot alkalmazó államokban arra is használják, hogy a régebbi döntéseken keresztül kihangsúlyozzák egy rendelet fontosságát. Ilyen az önvédelem doktrínája, a méltányos használattal kapcsolatos előírások, vagy szűkebben értelmezve az első eladás doktrínája. Néhány szervezet megfogalmazása szerint „az a doktrína, amit megtanítottak”.

## Vallási használat
A következők tartoznak többek között az egyházi doktrínák közé:
- keresztény teológia: a Szentháromság, Jézus szeplőtelen fogantatása vagy a vezekléssel kapcsolatos előírások
  - Római katolikus teológia átlényegülés, Szűz Mária szerepével kapcsolatos tanítások.)
  - A kétszeres predesztináció elkülönült kálvinista doktrínája
- A juga a hinduizmusban.
- A szjádváda posztulátuma a dzsainizmusban.
- A négy nemes igazság a buddhizmusban

A Római Kúria egyik testülete a Hittani Kongregáció, mely az egyházi doktrínákkal foglalkozik.